# Macdunnoughia gutta
Macdunnoughia gutta är en fjärilsart som beskrevs av Achille Guenée 1852. Macdunnoughia gutta ingår i släktet Macdunnoughia och familjen nattflyn. Inga underarter finns listade i Catalogue of Life.